# Stereolab
Stereolab — гурт альтернативної музики, сформований у 1990 році в Лондоні. Засновники гурту — пісенний композитор Тім Ґейн (Tim Gane) та вокалістка Летіція Сайдер (Lætitia Sadier) (vocals/keyboards/guitar) залишились її незмінними учасниками. Цей гурт є одним із перших, стосовно якого почали використовувати термін «Пост-рок».
На їх творчість вплинув краут-рок 1970-х років, а також експериментальна та поп-музика. Характерними рисами є широке застосування старих електронних клавішних, використання ритму моторик і жіночий вокал, пісні співаються англійською та французькою мовами. Тематика пісень часто включає соціально-політичні мотиви яку деякі критики вважають марксистською, проте Ґейн відкидає подібні тлумачення. 
Хоча творчість гурту була широко популярна серед андеграудну, вони не мали значного комерційного успіху. 

## Студійні альбоми
- Peng! (1992), Too Pure/American Recordings
- Transient Random-Noise Bursts with Announcements (1993), Duophonic/Elektra
- Mars Audiac Quintet (1994), Duophonic/Elektra
- Emperor Tomato Ketchup (1996), Duophonic/Elektra
- Dots and Loops (1997), Duophonic/Elektra
- Cobra and Phases Group Play Voltage in the Milky Night (1999), Duophonic/Elektra
- Sound-Dust (2001), Duophonic/Elektra
- Margerine Eclipse (2004), Duophonic/Elektra